# エリーザベト・ゾフィー・フォン・ブランデンブルク (1674-1748)

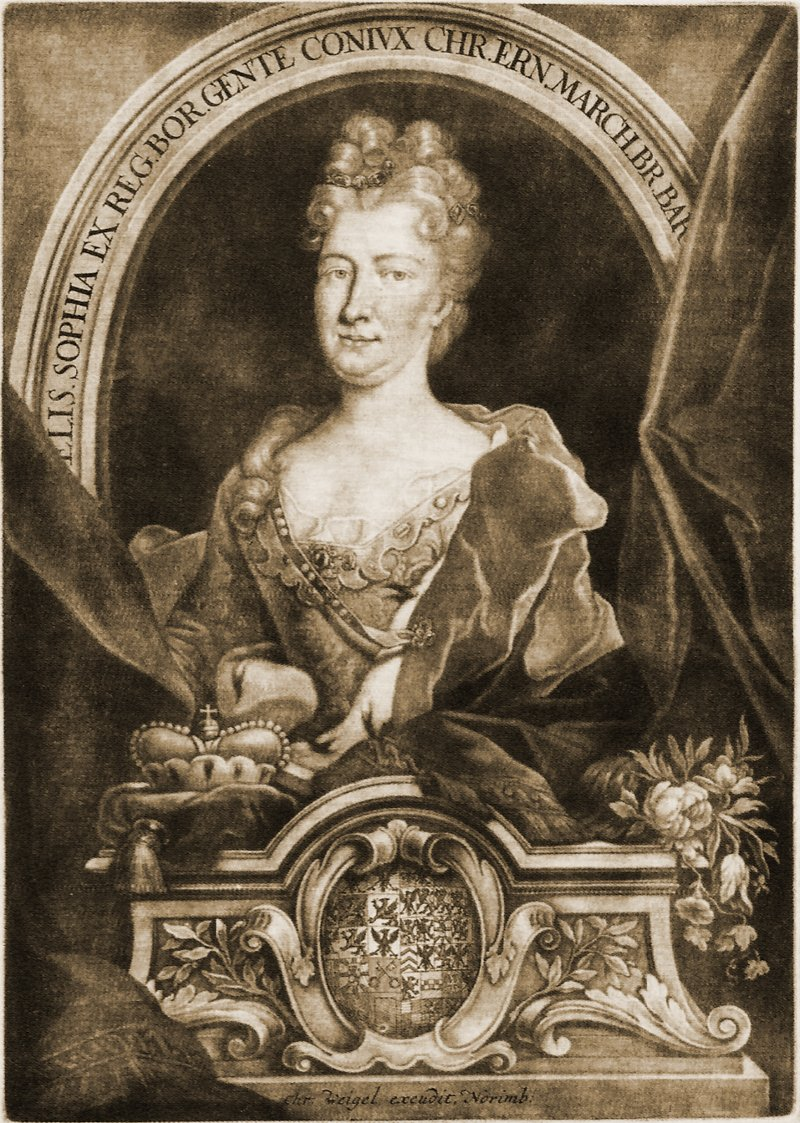
エリーザベト・ゾフィーの肖像を描いたメゾチント、クリストフ・ヴァイゲル画、1710年頃

エリーザベト・ゾフィー・フォン・ブランデンブルク（Elisabeth Sophie von Brandenburg[-Schwedt], 1674年4月5日 - 1748年11月22日）は、ドイツのブランデンブルク＝シュヴェート辺境伯家の公女。

## 生涯
ブランデンブルク選帝侯フリードリヒ・ヴィルヘルム（大選帝侯）とその2番目の妻でグリュックスブルク公フィリップの娘であるドロテア・ゾフィーの間の次女として生まれた。エリーザベト・ゾフィーとその同母の兄弟姉妹は系譜上において、母ドロテアの創設したブランデンブルク＝シュヴェート辺境伯家に属し、異母兄のプロイセン王フリードリヒ1世とは系統を異にすると見なされる。
1691年4月29日、ベルリンにおいて従兄のクールラント公フリードリヒ・カジミールと結婚したが、1698年に死別した。エリーザベト・ゾフィーは1700年に大北方戦争の戦火を避け、幼い息子を連れて異母兄のフリードリヒ1世の宮廷に逃れている。
1703年3月30日にポツダムにおいて、30歳年上のバイロイト辺境伯クリスティアン・エルンストと再婚した。すでに年老いていたクリスティアン・エルンストは完全に年若い妻の言いなりとなり、「プロイセンの総督（„preußischer Statthalter“）」と呼ばれるほどブランデンブルク＝プロイセンに従順な態度を示した。辺境伯はエアランゲン宮殿をエリーザベト・ゾフィーに与え、1704年にはこの宮殿を妻の名前にちなんで「エリーザベト城（Elisabethenburg）」と改称した。1712年にクリスティアン・エルンストが死ぬまで、エリーザベト・ゾフィーは豪奢な暮らしを楽しみ、バイロイト宮廷の財政を著しく悪化させた。
1714年6月3日にコーブルクのエーレンブルク城において、ザクセン＝マイニンゲン公エルンスト・ルートヴィヒ1世と3度目の結婚をした。1724年の夫の死後、24年間の寡婦生活ののちに、隠居所として与えられたレームヒルトのグリュックスブルクの城館（Schloss Glücksburg）で死去し、マイニンゲンの教会に葬られた。

## 子女
最初の夫フリードリヒ・カジミールとの間に息子を2人もうけた。
- フリードリヒ・ヴィルヘルム（1691年 - 1711年） - クールラント公
- レオポルト・カール（1693年 - 1697年）